# Szárny (technika)
A szárny a levegőben vagy folyadékban való mozgás közben felhajtóerőt termel, ami a szárnyhoz tartozó testre hat. A szárny áramvonalas keresztmetszetű, amelyre aerodinamikai erők hatnak. 
A szárny aerodinamikai hatásfokát a felhajtóerő-vonóerő aránnyal fejezik ki. A szárny által egy adott sebesség és állásszög mellett létrehozott felhajtóerő egy-két nagyságrenddel nagyobb lehet, mint a szárny teljes légellenállása. A nagy felhajtóerő-arány lényegesen kisebb tolóerőt igényel ahhoz, hogy a szárnyat elegendő felhajtóerővel mozgatni lehessen a levegőben.
A szárny víz alatti alkalmazása például hidroplánokon, vitorlásokon és tengeralattjárókon fordul elő.
Ha a szárnyak a törzs fölött vannak elhelyezve, az a repülőgépen ülők számára zavartalan kilátást biztosít lefelé és a gépnek jó oldalirányú stabilitást. A törzs közepén elhelyezett szárnyak a repülőgépben nagyobb helyet biztosítanak a rakomány számára. A törzs alatt elhelyezett szárnyak egyszerűsítik a motorok karbantartását, ha azok a szárnyakon vannak elhelyezve.

## Mesterséges szárnyak
A szárny a levegőnél nehezebb repülőeszközök azon szerkezeti eleme, amely a levegőben maradáshoz szükséges felhajtóerőt létrehozza. A helikopterek rotorja is szárny, ez a forgószárny. Ha egy repülőgép szárnya két oldalán, szimmetrikusan van elhelyezve, akkor ezek neve félszárny. A felhajtóerő képződését a szárny keresztmetszetének megfelelő kialakításával érik el.

### A szárny felépítése
1. Winglet (a törővégen): Csökkenti a törővégen keletkező turbulenciát, ezáltal a szárny légellenállását. Korszerű szállító repülőgépeken alkalmazzák, elsősorban nyilazott szárnyaknál.
2. Kis sebességű csűrő (a kilépőélen)
3. Nagy sebességű csűrő (a kilépőélen)
4. Fékszárnyak mozgatómechanizmusa
5. Krüger-lap (a belépőélen)
6. Orrsegédszárny (a belépőélen)
7. Háromszorosan réselt belső fékszárny (a kilépőélen)
8. Háromszorosan réselt külső fékszárny (a kilépőélen)
9. Áramlásrontó lemez (spoiler)
10. Féklap (áramlásrontó lemez)

A szárnyon lévő kormányfelületek
- Winglet (a törővégen): Csökkenti a törővégen keletkező turbulenciát, ezáltal a szárny légellenállását. Korszerű szállító repülőgépeken alkalmazzák, elsősorban nyilazott szárnyaknál.
- Kis sebességű csűrő (a kilépőélen)
- Nagy sebességű csűrő (a kilépőélen)
- Fékszárnyak mozgatómechanizmusa
- Krüger-lap (a belépőélen)
- Orrsegédszárny (a belépőélen)
- Háromszorosan réselt belső fékszárny (a kilépőélen)
- Háromszorosan réselt külső fékszárny (a kilépőélen)
- Áramlásrontó lemez (spoiler)
- Féklap (áramlásrontó lemez)

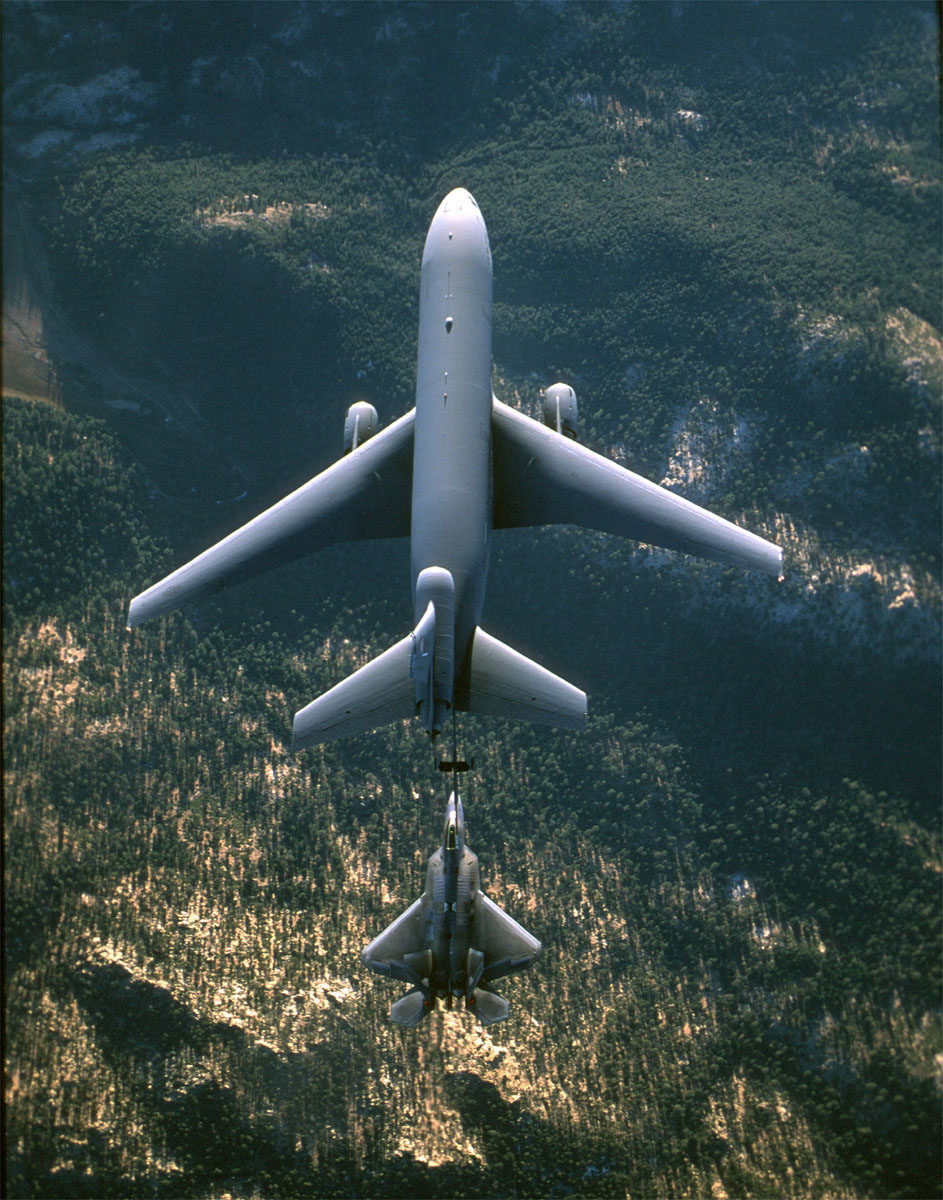
A nyilazott szárnyú KC–10 (felül) egy trapézszárnyú F–22-est (alul) tölt fel üzemanyaggal

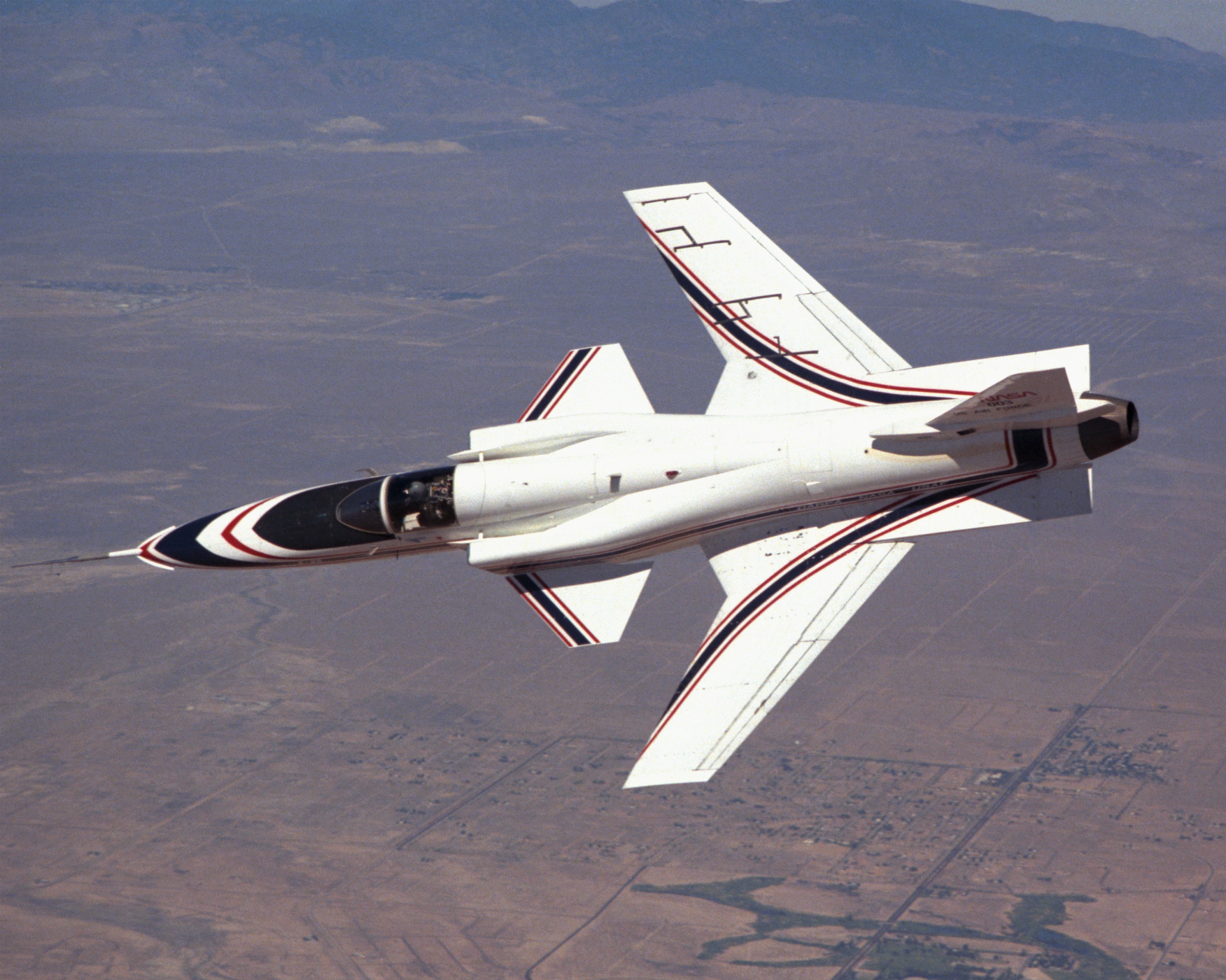
Az X–29 előre nyilazott, kacsaszárnyú kísérleti repülőgép

A szárny mozgásirány felé eső oldalát belépőélnek, az ellentétest kilépőélnek, a külső oldalát pedig törővégnek hívják. A repülőgép irányítását, valamint a szárny által keltett felhajtóerő változtatását a szárnyakon lévő kormányfelületekkel érik el.
A repülőgépszárny szimmetriasíkjával párhuzamos metszeteit nevezzük szárnyszelvénynek. A belépőél és a kilépőél közötti távolság a húr, amely ha egybeesik a középvonallal szimmetrikus a szárnyszelvény, ha ettől eltér aszimmetrikus. A szárnyszelvény íveltsége a középvonalnak a húrtól vett legnagyobb távolsága.

### A szárnyak fajtái
A szárnyak törzshöz mért elhelyezése alapján megkülönböztetünk alsó, középső és felső (váll-) szárnyat. Ha egy repülőgépen a vezérsíkok a szárnyak előtt helyezkednek el, akkor azt kacsaszárnynak hívjuk. A szárnyak formája alapján különféle szárnyakat különböztetünk meg.

#### Egyenes szárny
A szárny nyilazási szöge többé-kevésbé merőleges a gép hossztengelyére. Jellemzően a kis sebességű repülőgépeknél használják, a második világháború előtt gyakorlatilag minden repülőgép egyenes szárnyakkal rendelkezett. A vitorlázó repülőgépek, motoros könnyűrepülőgépek és légcsavaros utasszállító gépek többsége jellemzően ma is egyenes szárnyú. A nagy sebességű repülőgépek közül az amerikai F-104 Starfighter vadászbombázó egyenes szárnyúnak nevezhető.
A kis sebességű egyenes szárnyú gépeket néha „kétfedelű” konstrukcióban építik, itt a szárnyak egymás felett, kábelekkel és/vagy szilárd merevítőkkel egymáshoz kapcsolva helyezkednek el. Az ilyen repülőgépek a szükséges kisebb szárnyfesztáv miatt a levegőben mozgékonyabbak, hangárban könnyen tárolhatók, illetve baleset esetén jó ütközésvédelmet nyújtanak. Mezőgazdasági alkalmazásuk ma is gyakori (pl. Antonov An-2, AgCat). A háromfedelű gépek közül egyedül az első világháborús Fokker Dr.I típus ismertebb.

#### Nyilazott szárny
Abban különbözik az egyenes szárnytól, hogy mind a belépő-, mind a kilépőél körülbelül azonos, a derékszögtől eltérő szöget zár be a repülőgép hossztengelyétől. A szárny lehet enyhén (pl. BAE Hawk) vagy erősen hátranyilazott (pl. MiG–19 vagy BAE Lightning vadászrepülőgépek). Napjaink sugárhajtású utasszállító repülőgépei szinte mind enyhén hátranyilazott szárnyúak, leggyakoribb az eredetileg a Boeing cég által kikísérletezett 35 fokos beállítás.
A hátranyilazott szárnyak hátránya az áramlás kisodródása a szárnyvégek felé, amit gyakran hosszanti elhelyezésű terelőlapokkal fékeznek meg. Nagy sebességű repülőgépeknél problémát jelent, hogy a hátranyilazott szárnyú konstrukciók hangsebesség közeli és a feletti teljesítménye erősen függ a területszabály következetes alkalmazásától, ezért ilyen kivitelű régebbi gépeken gyakran a szárny kilépőéléhez rögzített nagyméretű kúpokat találunk, amelyek a behúzott futómű tárolására (pl. Tu–134) vagy extra üzemanyagtartályként (Convair 990) is felhasználhatók. Ez az aerodinamikai probléma az új generációs, nagy tolóerő-feleslegű hajtóművek alkalmazásával megkerülhető.
Léteznek előre nyilazott szárnyú repülőgépek is. Ezzel az egzotikus elrendezéssel a II. világháború előtt lengyel mérnökök kísérleteztek (Z–17/Z–18/Z–47), alatta pedig a német Junkers cég fejlesztett ki repülőképes prototípusokat (Ju 287). Az előrenyilazás elvileg kedvezőbb repülési tulajdonságokat ígér az örvények jobb kezelése révén, azonban a hátranyilazott konstrukcióval szemben a rezgések itt nem csillapodnak, hanem éppenséggel felerősödnek a szárnyvég felé haladva. Ennek következtében a hagyományos alumínium szárnyszerkezetek gyorsan kifáradásos vagy csavarodásos törést szenvednek, így nagy sebességű repülőgépeknél nem alkalmazhatók. A rendkívül erős szénszálas anyagok megjelenése tette lehetővé az előrenyilazott szárny alkalmazását szuperszonikus prototípus gépeken (X–29, Szu–47 Berkut), ezek sorozatgyártásáról azonban még nem beszélhetünk. A kis és közepes sebességű előrenyilazott szárnyú, sorozatban gyártott gépek közül említést érdemel az L–13 Blaník vitorlázó repülőgép és a német Hansa üzleti jet, mindkettő az 1960-as évek konstrukciója.

#### Trapézszárny
A szárny belépőéle pozitív, a kilépőéle negatív nyilazási szögű, azaz a szárny a törővég felé gyorsan elvékonyodik. Átmenet a többi kategória között, jellemzően a korszerű amerikai vadászrepülőgépek szárnyelrendezése.

#### Deltaszárny
Háromszög alakú szárny, nevét a görög betű, a delta (Δ) alakjáról kapta. A félszárnyak derékszögű háromszöget mintáznak, a belépőél erősen hátranyilazott, míg a kilépőél közel merőleges a gép hossztengelyére. A szárny a törővég felé általában teljesen elvékonyodik, azaz az ilyen szárny csúcsos, nincs vagy minimális a törővége. Jellemzően szuperszonikus repülőgépeknél használják, a francia Dassault vadászgépek, a Concorde és a Tu–144 utasszállítók, valamint a Space Shuttle és a Buran űrrepülőgépek deltaszárnyú konstrukciók. A MiG–21 és F–16 könnyűvadászgépeknél alkalmazott csökkentett méretű deltaszárny és a hagyományos vízszintes vezérsík kombinációja is ebbe a konstrukciós kategóriába sorolható.

#### Változtatható nyilazású szárny
Egy bonyolult szerkezet segítségével – nagy keménységű acélötvözetből készült forgócsapokon (ált. 2 db, oldalanként egy-egy db) – állítják a félszárnyak nyilazási szögét, lehetővé téve az üzemanyag-takarékos kissebességű repülést és a szuperszonikus tartományok elérését egyazon repülőgéppel. Jellemzően a harmadik generációs vadászrepülőgépek szerkezete. Visszatekintve ez a bonyolult konstrukció kudarcnak tekinthető, hiszen az ilyen kivitelben épült típusok: Dassault Mirage G, F–14, F–111, Tornado, MiG–23, MiG–27, Szu–17/20/22, Szu–24, B–1, Tu–22M, Tu–160 harci gépek nem tudtak szélesebb körben elterjedni magas beszerzési áruk és költséges fenntartásuk miatt, illetve repülési tulajdonságaik is elmaradtak az 1970-es évek második felétől megjelenő elektronikus kormányvezérlésű, trapézszárnyas és kacsa elrendezésű új gépektől. A Boeing cég egyedüliként tervezett varia-szárnyú utasszállító repülőgépet (Project SST), ez azonban soha sem valósult meg.

#### Waverider
Szó szerint: hullámlovas, deltaszárnyhoz hasonló elrendezés, amelynél a félszárnyak külső része körülbelül 30 fokig lehajtható, hogy a hiperszonikus repülés során a gép alatt keletkező lökéshullámokat csapdába ejtve többlet felhajtóerőt generáljon. Gyakorlati megvalósítására egyedül az amerikai XB–70 Valkyrie nehézbombázók prototípusain került sor az 1960-as években.

#### Forgószárny
Központi forgástengelyre rögzített hajlékony, egyenes szárnyakból (ún. rotorlapát) álló rendszer, amely a repülőeszköz álló helyzetében is felhajtóerőt termel. Helikoptereken és autógirókon alkalmazzák. Az ilyen rendszerben elérhető haladási sebességet kb. 400 km/h-ra korlátozza az a tény, hogy a forgószárny lapátok csúcsai hamar elérik a hangsebességet, ami a felhajtóerő nagyarányú csökkenését eredményezi. Emiatt a nagy helikopterek minél több, néha 6-7 lapátú rotorral készülnek, hogy azonos felhajtóerő mellett a rotorkör átmérőjét, és ezzel a kerületi sebességet is minimálisra csökkentsék.